# Horatio McCallister
Kapten Horatio McCallister (spelad av Hank Azaria) är en rollfigur i den animerade tv-serien Simpsons. Hank Azaria baserar sin röst på skådespelaren Robert Newton. Karaktären är inspirerad av författarnas "kärlek till sjömansspråk". Han kisar ofta efter en inspiration av den första kisande matrosen i Karl-Alfred.

## Biografi
Han har ett träben som han använt som vapen mot Sideshow Mel, och båda hans ögon är av porslin. Han äger restaurang kallad "The Frying Dutchman" men ses också till och från till sjöss som kapten på ett antal fartyg trots att han erkänt att han inte är en kapten.
Han har marknadsfört CD-skivan "sea shanties" på TV-kanalen 92. Han driver en skola för humrar och har frågat Marge och Homer om de kan avvara en slant. Han har ansökt om pengar hos Mr. Burns för att kunna fiansera en resa runt Kap Horn. Han bor i en husbåt och även försökt sälja husbåtar. Han har vigt en man med en ko på internationellt vatten. Hans båt har välsignats av Timothy Lovejoy. Han sköter projektorn på tjejlägret och hjälpte Homer med hans dejt med Marge för första gången. Har sagt att han hatar havet och "allt i det", och äger ett Game Boy som hamnat på havets botten.